# 케빈 코널리
케빈 코널리(Kevin Connolly, 1974년 3월 5일 ~ )는 미국의 배우, 감독, 제작자이다.

## 작품 목록

### 영화 출연
- 존 큐 (2002)
- 노트북 (2004)
- 그는 당신에게 반하지 않았다 (2009) - 코너 역
- 칙 파이트 (2020) - 로이 파크 박사 역

### 영화 연출
- 고티 (2018)

### 텔레비전 출연
- 안투라지 (2004-11)